# Мала Пака
45°35′ пн. ш. 15°18′ сх. д. / 45.58° пн. ш. 15.3° сх. д.
Мала Пака (хорв. Mala Paka) — населений пункт у Хорватії, у Карловацькій жупанії у складі громади Жаканє.

## Населення
Населення за даними перепису 2011 року становило 26 осіб.
Динаміка чисельності населення поселення: